# Actual Life 3
Actual Life 3 (полное название Actual Life 3 (January 1 — September 9 2022)) — третий студийный альбом британского музыканта Fred Again (Фред Гибсон). Он был выпущен 28 октября 2022 года на Atlantic Records. Как и два предыдущих релиза серии Actual Life, в Actual Life 3 вошли сэмплы и аудиоклипы из уже существующих материалов, например, из видеороликов в Instagram. На церемонии вручения премии Grammy Awards 2024 он стал лучшим танцевальным/электронным альбомом и был включён в шорт-лист Mercury Prize 2023 года.

## Отзывы
| Совокупная оценка | Совокупная оценка |
| Источник          | Оценка            |
| ----------------- | ----------------- |
| Metacritic        | 70/100            |
| Оценки критиков   |                   |
| Источник          | Оценка            |
| Clash             | 7/10              |
| DIY               | [ 6 ]             |
| NME               | [ 7 ]             |
| Pitchfork         | 5.9/10            |

Альбом получил положительные отзывы критиков. На сайте Metacritic, который присваивает средневзвешенную оценку из 100 баллов рецензиям мейнстримных изданий, этот релиз получил средний балл 70, основанный на нескольких рецензиях, что свидетельствует о «в целом благоприятных отзывах».
Альбом занял 19-е место в списке 50 лучших альбомов года по версии радиостанции Double J. Он также вошёл в список 50 лучших альбомов Billboard, заняв 41-е место.
Он был номинирован на премию Brit Awards 2023 года как «Альбом года».
В рейтинге Triple J Hottest 100 за 2022 год две песни альбома попали в обратный отсчет. Песня «Delilah (Pull Me Out of This)» заняла 14-е место, а «Danielle (Smile on My Face)» — 100-е. Хотя Pitchfork поставил альбому всего 5,9/10, заявив, что «он кажется слегка снисходительным».
Альбом получил премию «Грэмми» в номинации Лучший альбом танцевальной/электронной музыки в 2024 году.

## Список композиций
| №                   | Название                                                             | Автор(ы) | Продюсеры                                                              | Длительность |
| ------------------- | -------------------------------------------------------------------- | --- | ---------------------------------------------------------------------- | ------------ |
| 1.                  | «January 1st 2022»                                                   | Fred Gibson | Fred Again                                                             | 0:12         |
| 2.                  | «Eyelar (Shutters)» (с Eyelar)                                       | F. Gibson Benjy Gibson Eyelar Mirzazadeh                                                                                               | Fred Again B. Gibson                                                   | 3:30         |
| 3.                  | «Delilah (Pull Me Out of This)» (с Delilah Montagu)                  | F. Gibson B. Gibson Delilah Montagu | Fred Again Alex Gibson Kieran Hebden Parisi Skrillex [a] Tim Raben [a] | 4:11         |
| 4.                  | «Kammy (Like I Do)» (с Kamille)                                      | F. Gibson Camille Angelina Purcell | Fred Again Parisi                                                      | 3:59         |
| 5.                  | «Berwyn (All That I Got Is You)» (с Berwyn, Dermot Kennedy и Guante) | F. Gibson Berwyn Du Bois Dermot Kennedy Kyle Tran Myhre                                                                                | Fred Again B. Gibson Parisi Rob Milton                                 | 3:41         |
| 6.                  | «Bleu (Better with Time)» (с Yung Bleu)                              | F. Gibson B. Gibson Jeremy Biddle Nat Rhoads Aubrey Graham                                                                             | Fred Again B. Gibson Parisi                                            | 3:17         |
| 7.                  | «Nathan (Still Breathing)» (с Nathan Archie)                         | F. Gibson B. Gibson Marco Parisi Nathan William Archie Peter Fenn                                                                      | Fred Again B. Gibson Parisi                                            | 2:44         |
| 8.                  | «Danielle (Smile on My Face)» (с 070 Shake)                          | F. Gibson B. Gibson M. Parisi Giampaolo Parisi Danielle Balbuena Dave Hamelin Mike Dean Ronjae England Sean Solymar                    | Fred Again B. Gibson Hebden Parisi                                     | 3:21         |
| 9.                  | «Kelly (End of a Nightmare)» (с Wet)                                 | F. Gibson M. Parisi G. Parisi Kelly Zutrau                                                                                             | Fred Again Parisi                                                      | 4:17         |
| 10.                 | «Mustafa (Time to Move You)»                                         | F. Gibson Montagu M. Parisi G. Parisi Myhre Kennedy Biddle Rhoads Graham Purcell Zutrau Angie McMahon Clara Ward Singers Mustafa Ahmed | Fred Again Parisi                                                      | 2:35         |
| 11.                 | «Clara (The Night Is Dark)» (с Clara Ward)                           | F. Gibson M. Parisi G. Parisi Clara Ward Singers Seni Crofts                                                                           | Fred Again Parisi                                                      | 4:38         |
| 12.                 | «Winnie (End of Me)»                                                 | F. Gibson Winnie Raeder James Smith | Fred Again Parisi Jamie xx                                             | 4:03         |
| 13.                 | «September 9th 2022»                                                 | F. Gibson | Fred Again                                                             | 0:14         |
| Общая длительность: | Общая длительность:                                                  | Общая длительность: | Общая длительность:                                                    | 40:42        |

| №                   | Название                                        | Автор(ы)              | Продюсеры           | Длительность |
| ------------------- | ----------------------------------------------- | --------------------- | ------------------- | ------------ |
| 14.                 | «Kyren (My Son)»                                | F. Gibson             | Fred Again          | 4:34         |
| 15.                 | «Adam (Act Like)»                               | F. Gibson             | Fred Again          | 2:55         |
| 16.                 | «Homies» (при участии Henry Wu)                 | F. Gibson Henry Wu    | Fred Again          | 3:01         |
| 17.                 | «Baxter (These Are My Friends)» (с Baxter Dury) | Baxter Dury F. Gibson | Fred Again          | 4:04         |
| Общая длительность: | Общая длительность:                             | Общая длительность:   | Общая длительность: | 55:16        |

## Чарты
| Чарт (2022)                                 | Высшая позиция |
| ------------------------------------------- | -------------- |
| Австралия (ARIA)                            | 8              |
| Австрия (Ö3 Austria)                        | 28             |
| Бельгия/Фландрия (Ultratop)                 | 10             |
| Бельгия/Валлония (Ultratop)                 | 57             |
| Дания (Hitlisten)                           | 33             |
| Нидерланды (Album Top 100)                  | 11             |
| Финляндия (Suomen virallinen lista)         | 28             |
| Франция (SNEP)                              | 120            |
| Германия (Offizielle Top 100)               | 27             |
| Ирландия (IRMA)                             | 2              |
| Литва (AGATA)                               | 29             |
| Новая Зеландия (RMNZ)                       | 6              |
| Норвегия (VG-lista)                         | 24             |
| Шотландия (Scottish Albums Chart)           | 11             |
| Испания (PROMUSICAE)                        | 68             |
| Швеция (Sverigetopplistan)                  | 48             |
| Швейцария (Schweizer Hitparade)             | 40             |
| Великобритания (UK Albums Chart)            | 4              |
| Великобритания (UK Dance Albums Chart)      | 1              |
| США Heatseekers Albums (Billboard)          | 1              |
| США Top Dance/Electronic Albums (Billboard) | 3              |

## Сертификации
| Регион                                                                      | Сертификация | Продажи |
| --------------------------------------------------------------------------- | ------------ | ------- |
| Великобритания (BPI)                                                        | Серебряный   | 60 000  |
| Данные о продажах + прослушиваниях приведены только на основе сертификации. |              |         |